# Fábio André da Silva
Fabio André da Silva Monteiro (Portugal, 4 de marzo de 1990), futbolista suizo, de origen portugués. Juega de portero y su actual equipo es el Servette FC de la Superliga Suiza.

## Clubes
| Club        | País  | Año   |
| ----------- | ----- | ----- |
| Servette FC | Suiza | 2010- |